# Digital Punk
Digital Punk (Dordrecht, 17 september 1985) is de artiestennaam van de Nederlandse hardstyle-dj en producer René de Bruijn. Inmiddels heeft hij festivals zoals Decibel, Hard Bass, Emporium en Loudness gedraaid.
Nadat hij eerder voornamelijk normale Hardstyle had geproduceerd, is hij zich vervolgens meer gaan toeleggen op het produceren en draaien van Raw Hardstyle. In 2013 begon hij met zijn eigen podcast, 'Digital Punk Unleashed', waar hij voornamelijk Raw Hardstyle draait.

## Discografie

### Albums
| Albumnaam           | jaar | Label     |
| ------------------- | ---- | --------- |
| Escape From Reality | 2011 | TiLLT!    |
| Adapt Or Die        | 2016 | Scantraxx |

### Singles
| Single                                                 | Artiest                                    | Label             | Jaar |
| ------------------------------------------------------ | ------------------------------------------ | ----------------- | ---- |
| Push Em Up, Get Em Up                                  | Digital Punk                               | Tremble Tracks    | 2006 |
| The Punk Soul Brother                                  | Digital Punk                               | Tremble Tracks    | 2006 |
| Remix E.P.                                             | Da Hustler, Q-Ic, Da Emperor               | Tremble Tracks    | 2008 |
| Raw Material                                           | Digital Punk, Balistic                     | Tremble Tracks    | 2008 |
| The Wildstyle                                          | Digital Punk, Franky Carbone               | Tremble Tracks    | 2008 |
| Drop it                                                | Da Emperor                                 | Tremble Tracks    | 2008 |
| Bringing The Funk                                      | Digital Punk, Marlon S                     | Seismic Records   | 2008 |
| Intoxication                                           | Digital Punk, Marlon S                     | Seismic Records   | 2008 |
| Loose Control                                          | Digital Punk, Profyler                     | Seismic Records   | 2009 |
| Dark Symphony                                          | Digital Punk, Profyler                     | Seismic Records   | 2009 |
| Rock The Party                                         | Digital Punk, Profyler                     | Seismic Records   | 2009 |
| Keep It Bouncing                                       | Digital Punk, MC Jeff                      | TiLLT Records     | 2010 |
| Warriors Redemption                                    | Digital Punk, MC Jeff                      | TiLLT Records     | 2010 |
| A Dark Tomorrow                                        | Digital Punk, The Beholder                 | TiLLT Records     | 2010 |
| Machine Master                                         | Digital Punk, The Beholder                 | TiLLT Records     | 2010 |
| Awake                                                  | Digital Punk, B-Front                      | TiLLT Records     | 2010 |
| Elements                                               | Digital Punk, B-Front                      | TiLLT Records     | 2010 |
| Death Sentence                                         | Digital Punk, Waverider                    | TiLLT Records     | 2010 |
| Angel                                                  | Digital Punk, Waverider                    | TiLLT Records     | 2010 |
| Retribution                                            | Digital Punk                               | TiLLT             | 2011 |
| Escape From Reality                                    | Digital Punk                               | Make You Dance    | 2011 |
| For The Girls                                          | Digital Punk, B-Front                      | Fusion Records    | 2011 |
| Panic Attack                                           | Digital Punk, B-Front                      | Fusion Records    | 2011 |
| Back 2 Life                                            | Digital Punk, Waverider                    | Scantraxx Recordz | 2012 |
| Survivors                                              | Digital Punk, Ran-D                        | A2 Records        | 2012 |
| Can't Be Stopped / Keep It Bouncing (The R3belz Remix) | Digital Punk, MC Jeff                      | TiLLT Records     | 2012 |
| Creatures Of The Night                                 | Digital Punk                               | TiLLT Records     | 2012 |
| Shadows Of The Day                                     | Digital Punk, Nitrouz                      | TiLLT Records     | 2012 |
| Natural Born Killers                                   | Digital Punk, Adaro                        | A2 Records        | 2013 |
| The Virus Spreads (Chris One Remix)                    | Digital Punk & Chris One                   | TiLLT Records     | 2013 |
| Oblivion                                               | Digital Punk                               | A2 Records        | 2013 |
| Spectral                                               | Digital Punk, B-Front                      | A2 Records        | 2013 |
| The Last Remaining Light                               | Digital Punk, The R3belz                   | A2 Records        | 2013 |
| Burn (B-Front Remix)                                   | Digital Punk, B-Front                      | A2 Records        | 2013 |
| Everyday                                               | Digital Punk, Adaro                        | Self-released     | 2013 |
| Rebel To The Grave                                     | Digital Punk, Ran-D                        | A2 Records        | 2013 |
| We Don't Give A F*ck                                   | Digital Punk, Frequencerz, MC Nolz         | A2 Records        | 2013 |
| Purify                                                 | Digital Punk, B-Front                      | Fusion Records    | 2014 |
| Firestorm                                              | Digital Punk                               | A2 Records        | 2014 |
| Oblivion (Phuture Noize Remix)                         | Digital Punk                               | A2 Records        | 2014 |
| Crash 'N Burn                                          | Digital Punk, Hard Driver, MC DL           | A2 Records        | 2014 |
| Prison Of Commercializm                                | Digital Punk, Outbreak                     | We R              | 2014 |
| The Black Demon (Digital Punk Remix)                   | Radical Redemption                         | Minus Is More     | 2014 |
| We Still Don't Give A F*ck                             | Digital Punk, Frequencerz, MC Nolz         | A2 Records        | 2015 |
| My God                                                 | Digital Punk, E-Force                      | A2 Records        | 2015 |
| Hardbass Junkie (Digital Punk Remix)                   | Brennan Heart                              | WE R              | 2015 |
| For The Girls 2015                                     | B-Front & Digital Punk                     | Fusion Records    | 2015 |
| Let It Go (Digital Punk Remix)                         | Alpha2                                     | A2 Records        | 2015 |
| Blood, Sweat & Tears                                   | Digital Punk, Crypsis, Radical Redemption  | A2 Records        | 2015 |
| Supreme                                                | Digital Punk, MC Nolz                      | A2 Records        | 2015 |
| Rest In Hell                                           | Digital Punk                               | A2 Records        | 2015 |
| Whiplashed                                             | Digital Punk & Adaro                       | A2 Records        | 2015 |
| Retaliate With Hate                                    | Radical Redemption, Digital Punk & MC Alee | TBA               | TBA  |
| Protest Of Indignation                                 | Digital Punk & Radical Redemption          | A2 Records        | 2016 |